# Gijs Beths (1903-1998)
Barend Gijsbert (Gijs) Beths (Schoten, 26 juni 1903-1998) was een Nederlands violist.
Hij was zoon van Louisa Cornelia Weides en smid/bankwerker Gijsbert Beths. Hijzelf was in 1933 getrouwd met Catharina Alberdina Maria Heilig. In 1989 hertrouwde hij (85) met violiste Hannah (Han) de Jong (68; geboren 1920, overleden 2016), die hij al in 1946 had leren kennen. Vanuit het eerste huwelijk werden zoon Gijs Beths jr. en Vera Beths ook violist; Hans Beths werd drummer binnen de lichte muziek.
Beths speelde al op jonge leeftijd geld bij elkaar door overal en nergens op te treden. Tijdens een van de optredens in een trein, werd hij “ontdekt” door Julius Röntgen. Daaruit kwam een opleiding bij Oskar Back voort. Ondertussen speelde hij nog steeds lichte muziek in cafés en restaurants. Hij werd eerste violist van het Utrechts Stedelijk Orkest; ook was hij enige tijd tweede concertmeester bij het orkest van de VARA. Hij speelde destijds ook een keer onder Arturo Toscanini. Toen in 1938 door het vertrek van Hans Bijvanck een vacature concertmeester bij het Haarlemse Orkest Vereeniging (HOV) ontstond solliciteerde hij. Beths gaf in die tijd ook lessen vanuit zijn woning aan de Kleverlaan 102. Hij zou de functie van concertmeester in Haarlem vijftien jaar vervullen. Daarna zat hij in het Amsterdamse Strijkkwartet (met Nap de Klijn, Gerard Ruymen en Maurits Frank) en was tussen 1960 en 1965 (eervol ontslag) concertmeester bij De Nederlandse Opera.  Hij gaf voorts les aan het Muzieklyceum Amsterdam.
Ook toen hij in 1968 met pensioen ging, bleef hij spelen. Violist Daniël Otten is zijn leerling.
Gijs en Han werden begraven of gecremeerd op Begraafplaats Rusthof in Leusden.